# Алмен Бибић
Алмен Бибић (швед. Almen Bibic; Ерншелдсвик, 29. март 1993) некадашњи је професионални шведски хокејаш на леду српског порекла. Током каријере играо је на позицијама одбрамбеног играча. 
Играчку каријеру започео је у екипи Лександа за чији јуниорски тим је дебитовао у сезони 2008/09, док је за сениорски тим дебитовао усезони 2012/13. Годину дана касније по први пут је заиграо и у најјачој лиги Шведске − СХЛ лиги, али је након свега 11 одиграних утакмица прослеђен на позајмицу у екипу Реглеа са којом је потом потписао и професионални уговор
У Реглеу је играо са старијим братом Аленом. 
Због учесталих повреда Алмен је у лето 2020. званично заврпио своју професионалну хокејашку каријеру. 